# 6-я Московская гимназия
Шестая Московская Гимназия была открыта не позднее 1871 года. В 1882—1917 она располагалась в здании, которое сегодня занимает Научная педагогическая библиотека имени К. Д. Ушинского.
Это здание усадьбы Демидовых, возникшей к 1777 году, и ажурная чугунная ограда, отлитая на демидовских уральских заводах, до сих пор является подлинным украшением Толмачёвского переулка.

## Описание гимназии
Первые сохранившиеся сведения о гимназии относятся к 1871 году: в фондах ЦИАМ есть записи о поступлении в неё учеников, датированные 1871 годом. В это время она располагалась в доме купчихи П. А. Плигиной (Средний Овчинниковский переулок, дом № 1). Директором её был в это время действительный статский советник С. Н. Шафранов.
В 1882—1917 годах гимназия располагалась в здании усадьбы Демидовых, проданном М. Ф. Соллогуб Московскому учебному округу. К переезду гимназии историческое здание было существенно перестроено. Основной корпус был занят учебными помещениями, а два боковых флигеля расширены и отведены под квартиры преподавателей: левый (лицом к входу) занимал директор с семьёй, а в правом размещались семьи двух надзирателей, учителя и письмоводителя.
Вход в главный корпус был парадным и предназначался только для педагогов и родителей, а ученики входили через специальный ученический вход с заднего двора, поднимаясь на верхние этажи по задней лестнице. Парадная лестница в западной половине дома была перестроена из трёхмаршевой в двухмаршевую, что повлекло за собой необходимость перестройки оконных проёмов на лестницу. В частности, из двух окон по западному боковому фасаду было сделано одно широкое полуциркульное окно. С восточной стороны к основному зданию была сделана трёхэтажная пристройка для классных помещений под общей с ним крышей. С западной стороны был пристроен одноэтажный гимнастический зал с подвальным помещением под ним. В нижнем этаже находилась канцелярия, библиотека и кабинет физики, а также гардеробы. На втором этаже находились учебные помещения подготовительного класса (для поступления в который кандидаты проходили экзамен: азбука, базовое чтение, четыре действия арифметики и несколько молитв) и 1—4 классов, кабинет природоведения, а также кабинет директора и актовый зал гимназии, где были прикреплены мраморные доски с фамилиями золотых медалистов. По воспоминаниям последнего директора гимназии, Фёдора Александровича Виноградова, в актовом зале, сохранявшем следы прежней отделки искусственным мрамором и росписей, хранились реликвии в память о визитах Гоголя, Тургенева и Третьякова. На третьем этаже учились 5—8 классы.
6-я мужская гимназия существовала в Толмачёвском переулке до 1915 года, когда главный дом был занят госпиталем для душевнобольных воинов. Когда был устроен в этом доме госпиталь, просуществовавший до 1917 года, то внутри его произведены были переделки классов под палаты, а в окнах и на лестничных клетках поставлены деревянные решётки.
С 1918 года гимназия, уже носившая название 1-й школы 2-й ступени Замоскворецкого района, вернулась в прежнее помещение. Новый директор школы, Александр Соломонович Хавенсон, не смог оценить по достоинству обширную библиотеку и архив, доставшиеся школе от её предшественницы, а также от других гимназий и из частных собраний, и распорядился уничтожить и вывезти на свалку многие материалы.

## Известные выпускники
См. также: Выпускники 6-й Московской гимназии
- Евгений Будде (вып. 1879);
- Александр Кудрявцев (вып. 1880; золотая медаль);
- Александр Амфитеатров, журналист (вып. 1881);
- Иван Шимко, архивист[6] (вып. 1882);
- Дмитрий Егоров, математик (вып. 1887; золотая медаль);
- Виктор Поржезинский (вып. 1888);
- Николай Кольцов, биолог (вып. 1890 года; золотая медаль);
- Иван Брайцев (вып. 1892);
- Николай Кардашев, революционный деятель[7] (вып. 1892);
- Гавриил Сахаров, патофизиолог (вып. 1892.);

- Сергей Поляков, владелец издательства «Скорпион» (вып. 1893 ?; золотая медаль);
- Алексей Некрасов, биолог (вып. 1894.; серебряная медаль);
- Иван Шмелёв[8], писатель (вып. 1894);
- Николай Дурново, лингвист (вып. 1895.; серебряная медаль);
- Василий Зверев (вып. 1895);
- Николай Никольский, историк (вып. 1896 ?);
- Юрий Снегирёв, профессор, гинеколог, сын В. Ф. Снегирёва (вып. 1896 ?);
- Станислав Шацкий[9], педагог (вып. 1896);
- Дмитрий Генкин (вып. 1903);
- Дмитрий Курбатов[10], инженер-строитель, сын врача И. И. Курбатова (вып. 1903 ?)[11];
- Нил Глаголев, математик (вып. 1906);
- Николай Маштаков, хирург, заслуженный врач РСФСР (вып. 1906);
- Максим Агапов-Таганский, один из организаторов скаутского движения (вып. 1909; золотая медаль);
- Всеволод Пудовкин, кинорежиссёр (вып. 1911 ?);
- Борис Александровский, внук ранее преподававшего в гимназии, священника Иоанна Николаевича Александровского[12] (вып. 1912);
- Николай Хмелёв, актёр и режиссёр (вып. 1919 ?);

## Также учились
- Чулков, Георгий Иванович, писатель и учёный.

В 1894 году сдавал экзамены Владимир Саводник, в 1897 году — Павел Гензель

В 1902 году экстерном сдавал экзамен по древним языкам Борис Константинович Зайцев.

## Директора
- 1870—1873 Семён Николаевич Шафранов
- 12.01.1874—? Антон Григорьевич Семёнович
- 24.08.1874—? Владимир Иванович Горват
- 1879—1897 Василий Иванович Рязанцев[14]
- ок. 1902 Л. О. Лавровский
- 1904—1915 Пётр Петрович Никольский[15]
- 1917 Фёдор Александрович Виноградов

## Преподаватели
См. также: Преподаватели 6-й Московской гимназии
- Александровский, Иоанн Николаевич — преподавал Закон Божий с открытия гимназии, а также французский язык;
- Гика, Дмитрий Константинович (1842—1901);
- Глаголев, Александр Николаевич — математика;

- Дроздов, Михаил Фёдорович;
- Егоров, Дмитрий Фёдорович — математика;
- Киндлер, Максим Германович — латинский и греческий язык;
- Лебедев, Иван Алексеевич — история и география;
- Мазинг, Карл Карлович — математика
- Муромцев, Александр Васильевич;
- Мясоедов, Александр Николаевич (1882—1885)[16];
- Нитрам, Карл Фёдорович — немецкий язык;
- Павлов Алексей Семёнович — рисование и чистописание (1878?—1886?);
- Соловьёв, Михаил Сергеевич[17];
- Тихов, Гавриил Адрианович[18];
- Томазини Карл Иванович — латинский и греческий язык;
- Хитров, Михаил Иванович (умер в 1899 году)[19] — история;
- Цветаев, Фёдор Владимирович (1849—1901), дядя Марины Цветаевой — русский язык;
- Шереметевский, Владимир Петрович — русский язык (с 1871)